# Velká Turná
Velká Turná je obec v okrese Strakonice v Jihočeském kraji. Žije v ní 170 obyvatel. Vesnicí protéká Brložský potok. Kilometr od vsi se nachází oblíbený rekreační rybník Milavy.

## Historie
První písemná zmínka o obci pochází z roku 1372.

## Obyvatelstvo
| Rok            | 1869 | 1880 | 1890 | 1900 | 1910 | 1921 | 1930 | 1950 | 1961 | 1970 | 1980 | 1991 | 2001 | 2011 | 2021 |
| -------------- | ---- | ---- | ---- | ---- | ---- | ---- | ---- | ---- | ---- | ---- | ---- | ---- | ---- | ---- | ---- |
| Počet obyvatel | 333  | 367  | 362  | 340  | 320  | 336  | 330  | 255  | 265  | 210  | 198  | 162  | 137  | 166  | 157  |
| Počet domů     | 47   | 52   | 52   | 56   | 59   | 59   | 64   | 66   | 64   | 61   | 63   | 57   | 74   | 75   | 76   |

## Obecní správa
Mezi lety 1850–1960 Velká Turná byla obcí v okrese Strakonice. V letech 1961–1990 patřila jako část obce k Oseku a od 24. listopadu 1990 je opět samostatnou obcí. V letech 1850–1879 k obci patřily Rojice.

### Obecní symboly
Znak a vlajka byly obci uděleny rozhodnutím předsedkyně Poslanecké sněmovny Parlamentu České republiky dne 8. listopadu 2024.

## Pamětihodnosti
- Vodní mlýn, v nynější podobě s empírovým hlavním průčelím
- Bývalá sýpka renesančního původu (zbytky sgrafit) v sousedství mlýna, původně součást areálu mlýna, později adaptovaná na obytné stavení
- Několik staveb lidové architektury z 19. a začátku 20. století, některé z nich inspirované maloměstskou architekturou v nedaleké Sedlici[8]